# 千社札殺人事件
『千社札殺人事件』（せんじゃふださつじんじけん）は、横溝正史が著しようとしていた長編推理小説であるが、著者が死去したため作品にならなかった。

## プロット
西国巡礼に出た等々力警部であったが、じつは定年前に取り逃がした犯人を追っていた。東京と岡山にまたがる大事件の犯人である。そして、これに同じく定年を迎えた磯川警部が協力し、この両警部の助けをえた金田一耕助が解決することになっていたと思われる。

## 解説
エッセイ「金田一耕助との対話」1979年（昭和54年）6月30日の『朝日新聞』夕刊に今後の予定として挙げられた二つの“金田一耕助功名談”のうちの一つで、横溝の死去に伴い、『女の墓を洗え』とともに、永遠に読むことが叶わなくなった。